# Dead Space (モバイルゲーム)
Dead Space（デッドスペース）は、オーストラリアの企業IronMonkey Studiosが開発し、エレクトロニック・アーツ（EA）がiOS、BlackBerry Tablet OS、Xperia Play、AndroidおよびBlackBerry 10端末向けに発売したSFサバイバルホラーモバイルゲーム。本作は、ノキアとの契約によりノキアブランドのWindows Phone独占でリリースされる数作品のEAゲームの一つとしてWindows Phone 8でのリリースも予定されていたが、リリース前にキャンセルされた。 
Dead Spaceシリーズでのこのゲームは『Dead Space』の出来事の後に設定されているが、『Dead Space 2』の出来事より前に設定され、政府から公共セクターへのネクロモーフのアウトブレイクの拡散を示している。 

## ゲームプレイ
ゲームプレイは、オリジナルのDead Spaceゲームと似ているが、ほとんどの変更はタッチパネル操作でのプレイ用にゲームを調整することを中心にしている。プレイヤーは、画面の両側で親指をスライドさせて、オリジナルの左右のアナログスティックでの移動スキームをシミュレートする。画面の左側の動きはキャラクターを動かし、右側の動きはカメラを動かす。プレイヤーはデバイスを傾けて武器の位置を回転させる。プレイヤーは、オリジナルのゲームとほぼ同じ方法で、自由に移動して探索したり、オブジェクトに触れたり、アイテムや通貨を収集したり、アップグレードを購入したりできる。 リロードは、プレイヤーが武器をタップし、状況に応じて上下にスワイプする必要がある。発砲するために、プレーヤーは画面をタップして狙いをつけた後、再び画面をタップして発砲する。 
Xperia Play版では、「タッチパッド」操作を備えたスライド式のゲームパッドを使用する場合、操作は僅かに異なり左右のトリガーは照準と発射にそれぞれ使用される。 

## プロット
Dead Spaceでは、プレイヤーは土星を周回するタイタンステーションの鉱山でのミッションで、新たにユニトロジーに改宗したヴァンダル（Vandal）というコードネームの人物を操作する。ヴァンダルはヘッドセットを通じて、複数の電源ボックスを破壊しステーションの特定の部分との通信を遮断するように指示された。しかし、破壊後にヴァンダルはネクロモーフの集団に襲われ、トラムシステムへと逃げることを余儀なくされる。そこに向かう途中、ユニトロジーのトップ、ダイナ・ル＝グヴィン（Daina Le Guin）は、電源ボックスの破壊によりネクロモーフがステーションに侵入したとし、そしてヴァンダル及びすべての鉱夫の死は素晴らしい出来事になるとヴァンダルに伝えた。愛想を尽かしたヴァンダルは、ユニトロジストの計画を政府に暴露することを決断する。その間、基地の監督官であるハンス・ティーデマン（Hans Tiedemann）はヴァンダルに連絡し、すべての隔離封鎖の復旧を命じた。修復を行った後、ヴァンダルはユニロジストの橋渡し役であるタイラー・ラディコフ（Tyler Radikov）と連絡を取った。ラディコフは自分もル＝グヴィンに騙されており、ヴァンダルの本当の任務が何であったのかを知らなかったと誓い、脱出を手引きすると約束した。 
ティーデマンとラディコフの指揮の下、ヴァンダルは公共セクターに通じるドアの封鎖に取り掛かった。ラディコフは、封鎖を行うにはヴァンダルが封鎖の電力を遮断する必要があり、そうすることで全ての緊急封鎖が作動すると伝えた。ヴァンダルは指示通りに電力を遮断するが、ラディコフが嘘をついていたことが判明し、彼の指示は実際にはすべての公共セクターのドアを開くものであり、セクションをネクロモーフに対して無防備な状態においてしまった。 怒り狂ったディーデマンは、ステーションのコアがオーバーヒートしており、ステーション全体が破壊される危機に直面しているためヴァンダルにコアをシャットダウンするよう要求した。 
ヴァンダルがコアに到達すると、巨大なネクロモーフがそれを「窒息」させていることが明らかになる。ヴァンダルはクリーチャーを倒すが、最後の攻撃で吹き飛ばされクリーチャーと共にコアへと落下する。重傷を負ったヴァンダルはなんとかコアから抜け出し、その時点でヴァンダルはカリー・ノートン（Karrie Norton）という女性であることが明らかになった。彼女は、助けを求めて監督官のティーデマンに無線で連絡を試み、何が起こったのかを記録した音声ログを残した。ゲームは、ラディコフがネクロモーフのアウトブレイクが成功したことをル＝グウィンに伝える様子が流れて終わる。コアに戻ると、血の跡が画面外へと続いており、ヴァンダルのヘルメットだけが残されている。彼女の運命はわかっていない。

## 評価
リリース時に、 Dead Spaceは非常に好意的なレビューを受けた。iOS版は、Metacriticで22件のレビューに基づいて100点中88点の集計スコアを保持しており、GameRankingsでは6件のレビューに基づいて91.67％を保持している。このゲームは、Meffy Awards で 「Best Mobile Game」（2011）、App Store Rewindで「iPad Game of the Year」（2011）を受賞した。 
レビューでは、本作がモバイルタッチパネル端末の制限内でDead Spaceシリーズの外観と雰囲気の再現の度合いを強調し、ゲームが単なるオリジナルのDead Spaceゲームの移植ではなく、新規ストーリーであるという事実を賞賛した。 
AppSpyのアンドリュー・ネスヴァードバは本作に非常に感銘を受け、5点満点中5点を与えて「Dead Spaceは、モバイルゲームに対する通常の期待をはるかに超える身も凍るような体験だった」と記述した。TouchArcadeのブラッド・ニコルソンも5点満点中5点を付けた。彼は操作性と戦闘システムに批判的だったが、「Dead Spaceはその生産価値だけに基づいてもダウンロードする価値がある。（開発）チームは、堅実なホラーゲームから望むすべてのものを表出させるリッチな雰囲気に強化された非常にダークな作品を制作することに成功した」と結論付けた。TouchGenのマット・ダンも5点満点中5点をつけた。彼は操作性に対してやや批判的だったが、「文字通り、ゲームの唯一のネガティブ面は操作の不正確さだ」と述べた。彼はサウンドデザインとグラフィックを賞賛し、「Dead Spaceは私が今までiOSデバイスでプレイした中で最高のアクションゲームだ。ゲームのモバイル版が、家庭用ゲーム機版と同じくらい多くの開発者の愛が注がれたと感じたのは初めてだ。適切な移植版と、家庭用ゲーム機用ゲームの優れたモバイル対応を見てきたが、本作ほどオリジナルに近い外観と感覚のゲームはない。（略）本作は高価な粗悪品や安っぽい移植版ではなく、まったく新しいデッドスペース体験だ」と結論付けた。 
同様に感銘を受けた148Appsのブレイク・グランドマンは5点満点中4.5点を付け、「このような膨大な体験がiPhoneの制約内に含められるというのは想像を絶するが、本作は成功させたばかりか近い将来適合させることはほぼ不可能であろうベンチマークも設定している」と記述し、操作スキームを「衝撃的で十分に練られている」と呼んだ。彼は「Dead Spaceが2011年の最高のゲームの1つだと言っても本作を正当に評価したとはいえない。本作はプラットフォームで利用できる最も没入感のある体験の1つだ。iOSゲームが実際にあなたを恐怖に震えさせ、飛び上がらせたがってるのをあなた自身で知るべきだ。本作は単なるゲームではなく、すべてのiOSゲーマーが参加すべき体験だ」と締めくくった。 
IGNのレヴィ・ブキャナンは10点満点中8.5点を与え、同様のポイントを挙げた。彼は「Dead Spaceは、言い訳や、押し込まれたような体験ではない。本作はショッキングな要素を強調せずアクション要素をふんだんに取り入れるという方針の違いがあるにせよDead Spaceフランチャイズの本物の章だ。しかし、それはEAがiOS端末の違い（そしてそう、制限）を理解することを意味する。Dead Spaceには、優れた操作性、優れたビジュアル、楽しいストーリーがある。それはいささか繰り返しすぎるかもしれないが、血まみれの乗り心地は肥大化することはない」と述べた。 
Destructoidのジム・スターリングは10点中8点と評価した。彼は操作性にいくらか批判的だったが、ゲームが提供するDead Space体験がどれほど本物であるかに感銘を受けた。 「iOS端末向けのDead Spaceは単なる換金（目的の作品）ではない。エレクトロニック・アーツとIronMonkey Studiosは、レール式シューティングや陳腐なミニゲーム集で安易な道を行くのではなく、本物のTPSのデッドスペース体験をiPhoneに詰め込むことを選択した。奇妙なことに、その選択は大体うまくいっている。[略]それは本当に丹念に作り上げられたDead Space体験がいかに本物であるかが本当に印象的であり、ゲームの概ね高い品質は少なくともXBLA/PSN版を正当化できる」と述べた。Eurogamerのクリタン・リードも10点満点中8点を付け、「このまったく新しいDead Spaceは、あらゆる意味で脂肪分の高いバージョンに驚くほど忠実だ。コントローラー（での操作向け）アクションアドベンチャーをタッチパネルで操作するという滅茶苦茶な別の試みを考えて恐ろしさで後ずさりする以前に、Dead Spaceはそれが有する本来の状態よりもはるかに面白い。Visceralのオリジナルの複雑で物悲しい視覚的特徴を見事な効率で表現しただけでなく、ゲームプレイを忠実に移した」と記述した。Pocket Gamerのトレイシー・エリクソンも10点中8点と評価し「銀賞」を与えた。彼は操作性に批判的であったが、「操作性が悪くても、同作の表現、うまく構築されたステージ、そして緊迫する戦闘状況はこの作品を最後まで見届けるのに十分なものだ」と結論付けた。 

## ノート
1. ↑  『Dead Space 2』で、ヴァンダルの最後の音声報告が内臓が飛び出た女性の遺体の隣に浮かんでおり、コアから脱出した後に彼女が死亡したことを暗示している。